# Ataenius tomentosus
Ataenius tomentosus är en skalbaggsart som beskrevs av Rudolph Petrovitz 1969. Ataenius tomentosus ingår i släktet Ataenius och familjen Aphodiidae. Inga underarter finns listade.